# Silvia Pinal, frente a ti
Silvia Pinal, frente a ti es una serie de televisión biográfica producida por Carla Estrada para Televisa. Está basada en la vida y el libro Esta soy yo: Silvia Pinal de Silvia Pinal. Las grabaciones de la serie comenzaron el 17 de septiembre de 2017 y concluyeron el 20 de abril de 2018. Se estrenó por Las Estrellas el 24 de febrero de 2019 en sustitución de la segunda temporada de Mi marido tiene más familia, y finalizó el 22 de marzo de 2019 siendo reemplazada por Doña Flor y sus dos maridos.
La serie está protagonizada por Itatí Cantoral interpretando a Silvia Pinal, junto con un reparto coral.

## Reparto
- Silvia Pinal como Ella misma (Narradora)
- Itatí Cantoral como Silvia Pinal
  - Nicole Vale como Silvia Pinal (joven)[7]
  - Mia Rubín Legarreta como Silvia Pinal (adolescente)[7]
  - Lara Campos como Silvia Pinal (niña)[7]
- Arturo Peniche como Coronel Luis Pinal[8]
- Alberto Casanova como Rafael Banquells[8]
- Gabriela Rivero como Sonia Gascón «La Gorda»[8]
  - Roberta Burns como Sonia Gascón «La Gorda» (joven)
- Adriana Nieto como Livia Rangel[9]
  - Odemaris Ruiz como Livia Rangel (adolescente)
- Cassandra Sánchez Navarro como Viridiana Alatriste
- María Chacón como Alondra Román
- Manuel Masalva como Luis Felipe Román
- Vanya Aguayo como Fanny
- Marcelo Córdoba como Arturo de Córdova
- Pablo Montero como Gustavo Alatriste
- Gonzalo Guzmán como Felipe Román
- Karen Rowe como Tía Beatriz[10]
- Sebastián Moncayo como Ernesto Alonso[11]
- Kenia Gascón como María Luisa «Merilú» Hidalgo
  - María de la Fuente como María Luisa «Merilú» Hidalgo (joven)[12]
- Fátima Torre como Tía Concha[12]
- Luis José Santander como Moisés Pasquel[12]
- Roberto Blandón como Luis Buñuel
- Maya Mishalska como Jeanne Ruccar
- Harry Geithner como Emilio Azcárraga Milmo
  - Eleazar Gómez como Emilio Azcárraga Milmo (joven)
- Mané de la Parra como Fernando Frade
- Ernesto Laguardia como Julio Fernández
- José María Galeano como Enrique Rodríguez Alday «El Guero»
- Rafael Amador como Emilio Fernández[13]
- José María Negri como Andrés Soler
- Fernando Alonso como Severiano de la Barrera
- David Ramos como Diego Rivera
- Pedro Sicard como Tulio Demicheli
- Plutarco Haza como Gregorio Wallerstein
- Sharis Cid como Libertad Lamarque
- Jorge Gallegos como Pedro Infante
- Leticia Perdigón como Eva
- Patricia Bernal como Abuela Jovita
- Susana Alexander como Secretaria XEW
- Lorena Velázquez como Directora del colegio
- Ricardo Franco como Jorge Negrete
- Samuel Roga como Germán Valdés «Tin Tán»
- Roberto Sosa como Agustín Lara
- Karen Sandoval como María Félix
- Juan Ignacio Aranda como Miguel Contreras Torres
- Sergio Klainer como Doctor
- Octavio Mier como Manolo Fábregas
- Victoria Camacho como Mónica Marbán
- Sara Montalvo como Josefina
- Carmen Becerra como Sara Dorantes
- Claudia Troyo como Ariadna Welter
- Lorena Álvarez como Teresa
- Hanny Sáenz como Antonia
- Roberto Miquel como Ariel
- Ernesto Godoy como Carlos
- Rodrigo Abed como Psicólogo
- Miguel Pizarro como Detective
- Cecilia Romo como Clienta en la peluquería[14]
- Aitor Iturrioz como Rogelio A. González
- Carlo Guerra como Rogelio Guerra
- Raúl Araiza como Raúl Araiza
- Héctor Cruz como Mario Moya Palencia
- Michel López como Javier García
- Enrique Rocha como Narrador de "El Show de Silvia y Felipe"[15]

## Audiencia
| Temporada | Horario (CT)                                                                 | Episodios | Primera emisión       | Primera emisión      | Última emisión      | Última emisión       | Prom. de espectadores (millones) |
| Temporada | Horario (CT)                                                                 | Episodios | Fecha                 | Audiencia (millones) | Fecha               | Audiencia (millones) | Prom. de espectadores (millones) |
| --------- | ---------------------------------------------------------------------------- | --------- | --------------------- | -------------------- | ------------------- | -------------------- | -------------------------------- |
| 1         | domingo 22:00 - 23:00 h. (ep. 1) lunes a viernes 20:30 - 21:30 h. (ep. 2-21) | 21        | 22 de febrero de 2021 | 3.5                  | 22 de marzo de 2019 | 3.9                  | 3.74                             |

## Episodios
| N.º | Título                          | Fecha de emisión original | Audiencia (millones) |
| --- | ------------------------------- | ------------------------- | -------------------- |
| 1 | «Esta es mi historia»           | 24 de febrero de 2019     | 3.5                  |
| Guaymas, Sonoras; 1931, Merilú, una madre soltera intenta sacar a su hija Silvia adelante sin la ayuda del padre biológico. Merilú conoce Coronel Luis Pinal, de quien de pronto se enamora y se casa. Ambos deciden mudarse a Cuernavaca, Morelos, en donde comienzan a entablar una vida y seguir con sus planes mientras Silvia crece para convertirse en una mujer de bien. Por su estadía en Cuernavaca, Silvia comienza a sentir interés por el mundo del espectáculo, los escenarios, la radio, el canto y la actuación. Pero su padre Luis abnegado a que Silvia siga ese sueño, la inculca a seguir los estudios. De pronto tras quedarse sin trabajo el Coronel Luis y su familia se mudan a la Ciudad de México, en donde Silvia conoce en los estudios de la radio XEW a Moisés Pasquel, con quien de pronto hace una amistad, sin saber que realmente él es su padre biológico. Tras enterarse de la verdad acerca de su padre, éste intenta acercársele, hasta que tras un escándalo publicado en los periódicos mexicanos, él la niega como hija, por lo que Silvia decide alejarse de él y seguir lo que su padre Luis le ha inculcado y comienza sus estudios de Mecanografía. Pero tras un tiempo, Silvia cumple 15 años, y comienza a vivir una vida de una adolescente en proceso de convertirse en mujer. Por lo que comienza a trabajar para pagar sus estudios de canto y actuación. |                                 |                           |                      |
| 2 | «Soy mamá»                      | 25 de febrero de 2019     | 3.9                  |
| 3 | «Decidir es renunciar»          | 26 de febrero de 2019     | 4.3                  |
| 4 | «El derecho a elegir»           | 27 de febrero de 2019     | 4.1                  |
| 5 | «Un extraño en la escalera»     | 28 de febrero de 2019     | 3.7                  |
| 6 | «Patito»                        | 1 de marzo de 2019        | 3.5                  |
| 7 | «Ring Ring llama al amor»       | 4 de marzo de 2019        | 3.4                  |
| 8 | «El Güero»                      | 5 de marzo de 2019        | 3.7                  |
| 9 | «Barcelona»                     | 6 de marzo de 2019        | 3.5                  |
| 10 | «Viridiana»                     | 7 de marzo de 2019        | 3.5                  |
| 11 | «Gustavo Alatriste, la ruptura» | 8 de marzo de 2019        | 3.5                  |
| 12 | «Otra oportunidad»              | 11 de marzo de 2019       | 3.6                  |
| 13 | «El Show de Silvia y Felipe»    | 12 de marzo de 2019       | 3.8                  |
| 14 | «Celos, malditos celos»         | 13 de marzo de 2019       | 3.7                  |
| 15 | «Mátame de una vez»             | 14 de marzo de 2019       | 4.0                  |
| 16 | «Volver a nacer»                | 15 de marzo de 2019       | 3.9                  |
| 17 | «Fernando Frade»                | 18 de marzo de 2019       | 3.7                  |
| 18 | «Mi dolor más profundo»         | 19 de marzo de 2019       | 3.7                  |
| 19 | «Bienvenido a la familia»       | 20 de marzo de 2019       | 3.8                  |
| 20 | «México está de pie»            | 21 de marzo de 2019       | 3.8                  |
| 21 | «Gracias a la vida»             | 22 de marzo de 2019       | 3.9                  |

Notas
1. ↑  Este episodio se estrenó el 17 de febrero de 2019 a través de Las Estrellas.[18]
2. 1 2 3 4  Este episodio se estrenó el 22 de febrero de 2019 a través de Las Estrellas.[18]
3. 1 2 3 4 5 6 7 8 9 10 11 12 13 14 15 16  Este episodio se estrenó el 27 de febrero de 2019 a través de Las Estrellas.[18]

## Premios y nominaciones

### TV Adicto Golden Awards 2019
| Categoría                         | Nomimados      | Resultado |
| --------------------------------- | -------------- | --------- |
| Mejor escenografía y utilería     | Carla Estrada  | Ganador   |
| Mejor maquillaje y peinados       | Carla Estrada  | Ganadora  |
| Mejor vestuario                   | Carla Estrada  | Ganadora  |
| Mejor actuación especial femenina | Silvia Pinal   | Ganadora  |
| Mejor protagonista femenina       | Itatí Cantoral | Ganadora  |

### Premios TVyNovelas 2020
| Categoría                       | Nominados                       | Resultados |
| ------------------------------- | ------------------------------- | ---------- |
| Mejor serie dramática           | Carla Estrada                   | Ganadora   |
| Mejor actriz de serie dramática | Itatí Cantoral                  | Ganadora   |
| Mejor actor de serie dramática  | Gonzalo Guzmán                  | Nominada   |
| Los favoritos del público       |                                 |            |
| Cachetadón del año              | Gonzalo Guzmán e Itatí Cantoral | Nominados  |
| La más guapa                    | Itatí Cantoral                  | Nominada   |
| La sonrisa más bella            | Itatí Cantoral                  | Nominada   |
| El mejor final                  | Carla Estrada                   | Nominada   |
| Mejor reparto                   | Carla Estrada                   | Nominada   |